# Cinéma laotien

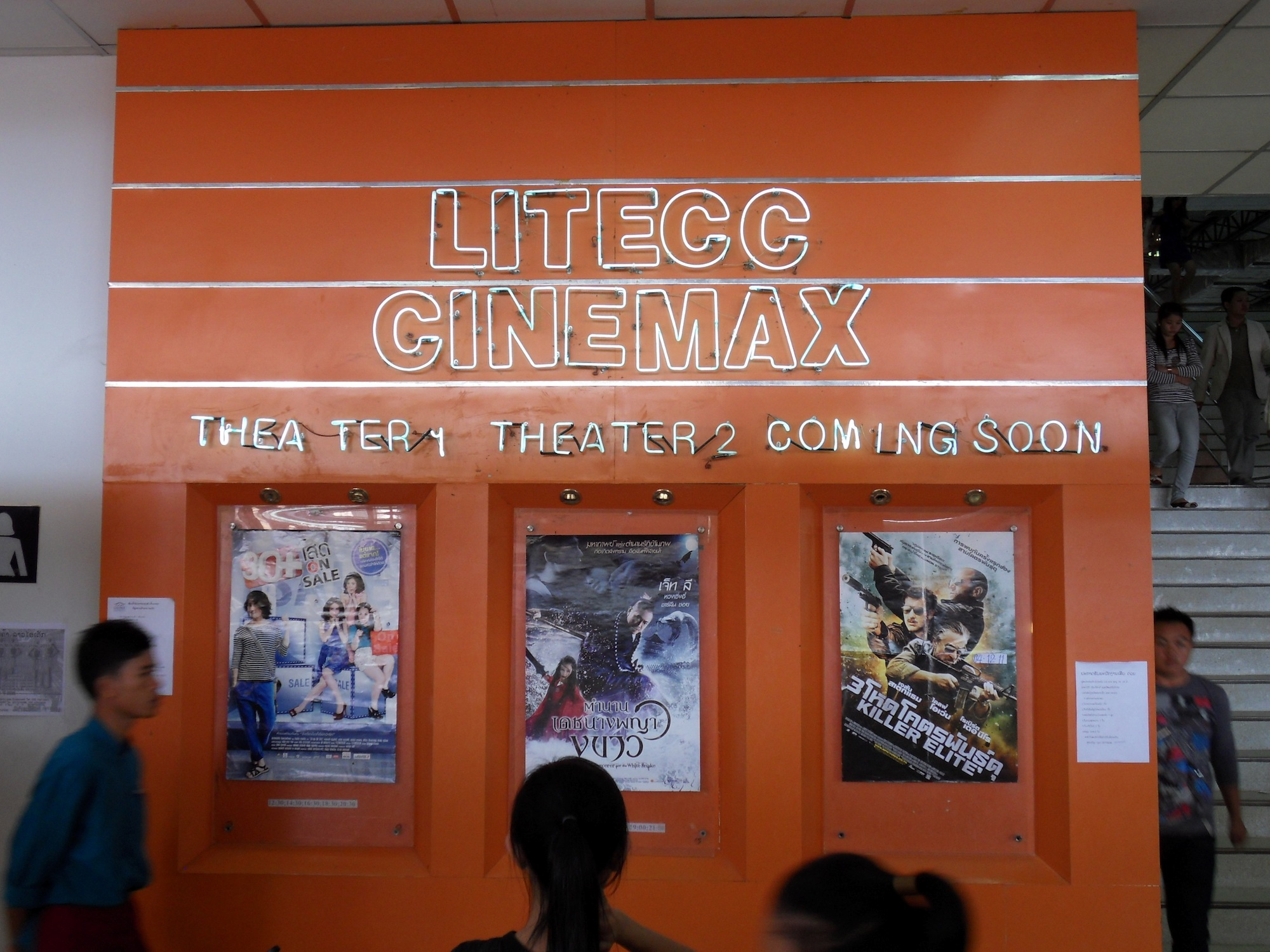
Programme du multiplexe Litecc à Vientiane : en décembre 2011, il n'y avait que deux salles de cinéma au Laos.

Le cinéma laotien est peu développé, que ce soit en termes de production ou de distribution. Le public potentiel est peu abondant, sauf à viser les thaïlandais d'Isan, qui parlent également laotien. Le Laos ne possède aucune salle de cinéma en dehors de la capitale Vientiane. En 2021, il n'y a que quatre salles de cinéma au Laos.

## Histoire
L'histoire du cinéma laotien est liée à celle du Parti révolutionnaire populaire lao et au conflit indochinois. Le premier film réalisé au Laos après la prise du pouvoir par le Pathet Lao en 1975 est Le Printemps (1977), une œuvre de propagande entièrement réalisée à Pékin par une équipe technique chinoise, avec des interprètes laotiens. C'est une suite de chants et de danses célébrant la libération et le nouvel essor du pays.
Un réalisateur indépendant connu est Som Ock Southiponh. Il a produit Red Lotus (laotien : Bua Daeng) en 1988.
À noter aussi le lao-américain Thavisouk Phrasavath, codirecteur avec Ellen Kuras du documentaire The Betrayal - Nerakhoon, nommé en 2008 aux Independent Spirit Awards du meilleur documentaire, en 2009 pour l'Oscar du meilleur film documentaire, et primé en 2010 aux Primetime Emmy Awards dans la catégorie Exceptional Merit in Nonfiction Filmmaking (mérite exceptionnel pour un film documentaire). 
En 2008 est sortie au Laos la comédie sentimentale Sabaidee Luang Prabang, produit par une compagnie gouvernementale. Son succès a suscité la réalisation d'un autre film sur le même principe, Bounthanh - Lost in the city : cette comédie, sortie en décembre 2011, suit un jeune campagnard venu à Vientiane pour la première fois pour ses études à l'Université. Une suite est prévue pour le printemps 2012.
En 2010, le Festival du film de Luang Prabang, consacré au cinéma d'Asie du sud-est, est créé. 
The Rocket, premier long métrage du réalisateur australien Kim Mordaunt, a été réalisé au Laos avec des acteurs laotiens, parlant lao. Il a été présenté en 2013 au Festival international du film de Melbourne (FIFM) et a remporté trois prix au Festival international du film de Berlin : meilleur premier long métrage, prix du Film Amnesty International et Ours de cristal du meilleur film dans le programme Generation Kplus.
En 2016, Saysana Tao W., immigré en France, a réalisé le documentaire A Laotian in Burgundy.